# Stina Mårtensson
Stina Mårtensson, född 3 juni 1882 i Ovanåker, Hälsingland, död 1962, svensk missionär för Svenska Missionsförbundet.
Mårtensson genomgick Bibelkvinnohemmet i Stockholm 1903-04 och har vistats vid Missionsskola, Stockholmn höstterminen 1904 och vårterminen 1907. Dessutom har hon erhållit utbildning i sjukvård samt avlagt examen såsom ackuschörska i Stockholm 1914. Hon avskildes till missionär år 1907 och utreste till Ost-Turkestan för Missionsförbundet första gången den 24 september samma år; återkom den 17 oktober 1913; utreste för andra gången den 14 september 1915.